# Janie Eickhoff
Janie Eickhoff –também conhecida baixo seu nome de casada Janie Quigley– (Long Beach, 15 de junho de 1970) é uma desportista estadounidense que competiu no ciclismo na modalidade de pista, especialista nas provas de perseguição individual e pontuação.
Ganhou sete medalhas no Campeonato Mundial de Ciclismo em Pista entre os anos 1989 e 1996.

## Medalheiro internacional
| Campeonato Mundial | Campeonato Mundial        | Campeonato Mundial | Campeonato Mundial     |
| Ano                | Lugar                     | Medalha            | Competição             |
| ------------------ | ------------------------- | ------------------ | ---------------------- |
| 1989               | Lyon ( França)            | Medalha de bronze  | Pontuação              |
| 1991               | Stuttgart ( Alemanha)     | Medalha de prata   | Perseguição individual |
| 1991               | Stuttgart ( Alemanha)     | Medalha de bronze  | Pontuação              |
| 1992               | Valência ( Espanha)       | Medalha de bronze  | Pontuação              |
| 1993               | Hamar ( Noruega)          | Medalha de bronze  | Perseguição individual |
| 1994               | Palermo ( Itália)         | Medalha de bronze  | Perseguição individual |
| 1996               | Manchester ( Reino Unido) | Medalha de prata   | Pontuação              |